# Ivana Habazin
Ivana Habazin (22. listopada 1989.) bivša je hrvatska boksačica iz Zlatara. Boksa u kategoriji velter. Štićenica je hrvatskog boksačkog trenera Vlade Božića, brata hrvatskog boksača u supersrednjoj Stjepana Božića. Svjetska prvakinja po International Boxing Federation u velter kategoriji 2014. godine i po International Boxing Organization u srednjoj kategoriji 2018. godine.
Studentica je Katoličkog bogoslovnog fakulteta u Zagrebu.
Boks ju je privukao otkad je gledala filmski klasik Rockyja na televiziji. Boksa od 2010. godine. U karijeri je ostvarila devet uzastopnih pobjeda (od čega pet tehničkim nokautom), a prvi joj je poraz bio u borbu za naslov europske prvakinje po inačici IBF, kad je izgubila jednoglasnom odlukom sudaca nakon deset runda protiv srbijanske boksačice Eve Halasi 22. ožujka 2013.